# وحید گل‌خندان
وحید گل‌خندان (متولد ۳ تیر ۱۳۶۲ در شیراز) ورزشکار رشته تیراندازی تپانچه و عضو تیم ملی تیراندازی جمهوری اسلامی ایران می باشد.

## افتخارات
مدال برنز تپانچه ۵۰ متر انفرادی در مسابقات جام جهانی دهلی نو ۲۰۱۷
مدال نقره تپانچه بادی ۱۰ متر تیمی در مسابقات جام جهانی ریو دو ژانیرو ۲۰۲۲
مدال برنز تپانچه بادی ۱۰ متر تیمی در مسابقات جام جهانی کرواسی ۲۰۲۱